# إدوين تشادويك
السير إدوين تشادويك (بالإنجليزية: Edwin Chadwick) (24 يناير 1800 - 6 يوليو 1890) كان مصلحًا اجتماعيًا إنجليزيًا مشهورًا بدوره القيادي في إصلاح قوانين الفقراء في إنجلترا، وإجراء إصلاحات كبرى في مجال تطهير المياه الحضرية والصحة العامة. كان تلميذًا للفيلسوف المؤيد لمذهب النفعيةجيرمي بنثام، وكان ناشطًا بين عامي 1832 و 1854؛ بعد ذلك شغل مناصب بسيطة، وأُهملت آرائه إلى حد كبير. كان تشادويك رائدًا في استخدام الدراسات الاستقصائية العلمية لتحديد جميع مراحل مشكلة اجتماعية معقدة، وكان رائدًا في استخدام برامج الرقابة المنهجية طويلة الأجل للتأكد من تطبيق الإصلاحات وفق الخطة.

## نشأته
ولد إدوين تشادويك في 24 يناير عام 1800 في حي لونغسايت بمدينة مانشستر. توفيت والدته عندما كان طفلًا صغيرًا، لم يكتسب اسمًا بعد. درّس والده جيمس تشادويك العالم جون دالتون في علم الموسيقى وعلم النبات وكان يُعد سياسيًا ليبراليًا ناشطًا، ما عرّض إدوين للأفكار السياسية والاجتماعية في شبابه. كان جده، أندرو تشادويك، صديقًا حميمًا للّاهوتي الميثودي جون ويزلي.
بدأ تعليمه في مدرسة صغيرة في مقاطعة لانكشر وانتقل إلى مدرسة داخلية في مدينة ستوكبورت، ودرس فيها حتى سن العاشرة. عندما انتقلت عائلته إلى لندن في عام 1810، أكمل تشادويك تعليمه بمساعدة مدرسين خصوصيين، ووالده، إضافة إلى قدر كبير من التعليم الذاتي.
تزوج والده مرة أخرى في أوائل عام 1820. الأخ غير الشقيق لإدوين كان رمز البيسبول هنري تشادويك، الذي وُلد في عام 1824.
في سن 18، قرر تشادويك ممارسة مهنة في القانون وتمهّن في مكتب محامٍ. في عام 1823، التحق بكلية الحقوق في المعبد بلندن. في 26 نوفمبر عام 1830، تتلمذ وأصبح محاميًا في القضاء العام.
نتيجة تعرضه لأفكار الإصلاح الاجتماعي وتحت تأثير أصدقائه، بدأ يكرس جهوده لعمليات الإصلاح الصحي. في عام 1832، بدأ تشادويك خطة لإجراء تحسينات في مجال تطهير المياه والظروف الصحية.

## عمله كمصلح
في عام 1832، عُيّن من قبل الهيئة الملكية المعنية بالتحقيق في تطبيق قانون الفقراء، وفي عام 1833، اكتسب عضوية كاملة في تلك الهيئة. صاغ تشادويك وناساو وليام سينيور التقرير الشهير لعام 1834، الذي يوصي بإصلاح القانون القديم. بموجب قانون عام 1834، تشكلت أبرشيات فردية في اتحادات قانون الفقراء. وكان لكل اتحاد ملجأ إصلاحي خاص به. فضل تشادويك نظام إدارة أكثر مركزية من النظام الذي كان سائدًا، ورأى أن قانون إصلاح قانون الفقراء لعام 1834 ينبغي أن ينص على طرق إصلاح إدارة قانون الفقراء من قبل ضباط مأجورين بتنظيم من مجلس إدارة مركزي، إذ تعمل مجالس الأوصياء فقط كأداة للتفتيش.
في عام 1834، تعين أمينًا لأعضاء هيئة قانون الفقراء. بسبب عدم رغبته في تطبيق أي قانون شارك بتأليفه إلا بالشكل الأمثل من وجهة نظره، كان من الصعب أن يتفق مع رؤسائه. أدى الخلاف، إضافة إلى أسباب أخرى، إلى تفكك هيئة قانون الفقراء في عام 1847. وكان إسهامه الرئيسي في الأزمة السياسية هو إيمانه في تكليف خبراء مدرَّبين ومختارين لإدارات الشؤون المحلية بدلًا من ممثلين، انتُخبوا بناء على مبدأ الحكم الذاتي المحلي.

### تطهير المياه
عقب انتشار الحمى النمشية (التيفوس) بشكل خطير في عام 1838، أقنع تشادويك مجلس قانون الفقراء بضرورة إجراء تحقيق، نُفذ في البداية من قبل صديقيه الطبيبين أرنوت وساوثوود سميث، بمساعدة طبيب آخر من مانشستر، جيمس كاي شاتلوورث. كانت هذه هي المرة الأولى في التاريخ البريطاني التي يُكلف فيها الأطباء بالنظر في الظروف التي قد تسهم في انتشار الأمراض بين السكان. أرسل تشادويك استبيانات إلى كل اتحاد لقانون الفقراء، وتحدث إلى المساحين وعاملي البناء وحكام السجون وضباط الشرطة ومفتشي المصانع للحصول على بيانات إضافية حول حياة الفقراء. حرر المعلومات بنفسه وأعدها للنشر. بدأ تقريره عن الحالة الصحية للسكان العاملين في بريطانيا العظمى في عام 1839 ونُشر في عام 1842، أجرى بحثه ونشره على نفقته الخاصة، وأصبح المنشور الأكثر مبيعًا الذي يصدره مكتب القرطاسية حتى الآن. نُشر تقرير إضافي في عام 1843.
وظف جون رو، المساح في مقاطعة هولبورن وفينزبوري، الذي صمم أنبوب مجارٍ على شكل بيضة، لإجراء تجارب على أكثر الطرق فعالية لبناء المصارف الصحية، والتي أُدرجت نتائجها في التقرير، وشمل الملخص ثمانية نقاط، بما في ذلك الضرورة المطلقة لتحسين إمدادات المياه ونظم الصرف الصحي لإزالة النفايات، لمحاولة تقليل حالات الوفيات المبكرة. أقنعت الأدلة التي قدمها الطبيب دايس غوثري تشادويك بأنه يجب أن يكون لكل منزل إمدادات مياه دائمة، بدلًا من الإمدادات المتقطعة من أنابيب المياه العامة التي غالبًا ما تكون متوفرة. استحوذ التقرير على اهتمام العامة، وكان على الحكومة إنشاء لجنة المدن الصحية للنظر في المشكلات وسن القوانين. كان رئيسها دوق باكلو، وضمت ثلاثة عشر عضوًا، بما في ذلك المهندسين روبرت ستيفنسون ووليام كيوبيت. عمل تشادويك كأمين للجنة بصفة غير رسمية، ويبدو أنه سيطر على كافة الإجراءات.

### قانون الصحة العامة
أدى تقرير تشادويك إلى صدور قانون الصحة العامة لعام 1848، الذي كان أول حالة تتولى فيها الحكومة البريطانية مسؤولية صحة مواطنيها. قدمه اللورد موربيث في عام 1847، بهدف مطالبة كل مدينة بتزويد كل المنازل بالمياه، وذلك من خلال بناء محطات إمداد المياه الخاصة بها أو التواصل مع شركات المياه، وتنفيذ مشاريع الصرف الصحي والمجاري وتعبيد الشوارع. ضعفت معظم أهدافه الكبرى بشكل كبير بحلول الوقت الذي أصبح فيه قانونًا رسميًا، لكنه أدى إلى إنشاء مجلس الصحة المركزي، وكان أعضاؤه هم اللورد موربيث واللورد شافتسبري وتشادويك. وانضم إليهم فيما بعد ساوثوود سميث، الذي عمل مستشارًا طبيًا. يمكن للولاية أن تدفع مقابل مسح يجريه مفتش يتعين من قبل المجلس، ويمكنها عندئذٍ المضي قدمًا دون الحاجة إلى قانون محلي مكلف للحصول على إذن بالعمل. اختار تشادويك جميع المفتشين بنفسه، وأصر على مشاركتهم وجهات نظرهم بشأن أنابيب الصرف الصحي المطلية، وإمدادات المياه الثابتة وشبكة الصرف المتشعبة. عملوا بحماس لكي يضمنوا أن تنظر الولايات في مخططات شاملة لإمدادات المياه والصرف الصحي والمجاري.

## وصلات خارجية
- إدوين تشادويك على موقع الموسوعة البريطانية (الإنجليزية)

- صورة لإدوين تشادويك في معرض اللوحات القومي
- أعمال أو نبذة عن إدوين تشادويك على أرشيف الإنترنت
- إدوين تشادويك على موقع فايند أغريف